# Adalbert Steffter
Adalbert Steffter (* 19. Juni 1868 in München; † nach 1930) war ein deutscher Schauspieler und Theaterregisseur.

## Leben
Steffter besuchte in Österreich die Sulkowsky Theaterschule, bevor er zwischen 1883 und 1885 seine ersten Auftritte im österreichischen Mödling hatte. Bis 1898 erhielt er verschiedene Engagements, darunter in Budapest, Wien, Berlin, Dresden und Hamburg. Anschließend wirkte er sowohl als Schauspieler als auch als Regisseur zunächst in Hannover am dortigen Residenztheater, anschließend am Wiener Hoftheater.
Mitten im Ersten Weltkrieg übernahm Steffter im Jahr 1917 in Hanau die Leitung des dortigen Stadttheaters und gleichzeitig in Putbus auch die Direktion des Fürstlichen Schauspielhauses.
Ebenfalls von 1917 bis 1930 leitete Adalbert Steffter in Bonn das Bonner Operettentheater, bevor er – wieder in Hannover – als Oberspielleiter am Mellini-Theater wirkte.